# Nikolaj Aleksandrovič Ščerbatov
Nikolaj Aleksandrovič Ščerbatov, in russo Николай Александрович Щербатов? (Mosca, 23 marzo 1800 – Mosca, 5 febbraio 1863), è stato un nobile e ufficiale russo.

## Biografia
Era il figlio del consigliere di Stato, Aleksandr Aleksandrovič Ščerbatov (1766-1834), e della sua prima moglie, Marija Petrovna Bulgakova (1770-1800).

## Carriera
Entrò nel Reggimento Semënovskij e il 24 dicembre 1820 venne trasferito nel reggimento di fanteria. Il 22 gennaio 1821 venne promosso al grado di caporale e, in seguito, al grado di sottotenente.
Il 16 dicembre 1824 venne trasferito al reggimento dei dragoni Severskij, e il 13 aprile 1826 venne promosso al grado di tenente. Il 4 giugno 1827 è stato nominato aiutante generale del governatore generale di Mosca, il principe Golicyn e il 13 gennaio 1828 venne trasferito nel reggimento dei lancieri.
Nei primi mesi del 1831 fu aiutante di campo di Palen, durante la rivolta polacca. Nello stesso anno venne promosso il grado di capitano. Il 12 gennaio 1846 raggiunse il grado di colonnello.
Nel 1850 si ritirò con il grado di colonnello e fu eletto maresciallo della nobiltà. Nel 1854 è stato rinominato Consigliere di Stato. Nel 1857 divenne governatore di Mosca.

## Matrimonio
Sposò la principessa Zinaida Pavlovna Golicyna (1813-1866), la figlia maggiore del principe Pavel Alekseevič Golicyn e Varvara Sergeevna Kagul'skaja. Ebbero due figlie:
- Varvara Aleksandrovna (1834-1882), sposò Vasilij Vasil'evič Gudovič, ebbero un figlio;
- Marija Aleksandrovna.

## Morte
Morì il 5 febbraio 1863 a Mosca e fu sepolto nel monastero di Andronikov.